# 55-й гвардійський винищувальний авіаційний полк (СРСР)
55-й гварді́йський вини́щувальний Харківський Червонопрапорний авіаці́йний полк (55 Гв. ВАП, в/ч 06938) — військова частина військово-повітряних сил Червоної Армії періоду Другої Світової війни.

## Бойовий шлях
Сформований 15 жовтня 1941 року на ст. Сейма Нижньогородської області при 2 звап як 581-й винищувальний авіаційний полк згідно наказу Комадувача ВПС МВО. На озброєнні мав винищувачі Як-1.
5 травня 1942 року полк був остаточно сформований в складі 2-х ескадрилей озброєних 17 літаками. Попри те, що льотний склад не встиг повністю завершити програму з перепідготовки, полк був направлений в Діючу армію.
13 травня 1942 року полк ввійшов до складу 3-ї Ударної групи. 
22 травня 1942 року полк був выдправлений на переформування в 8-й ЗВАП ПриВО. 6 літаків, що залишались в полку, були передані в 146 ВАП. Переформування полку проходило з 5 червня по 28 серпня 1942 року.
4 травня 1943 року наказом НКО №207 полку присвоєно почесне найменування «Харківський», місця бойового хрещення частини.
6 квітня 1943 року полк перебазувався на Орлавсько-курський напрямок.
15 липня 1943 року відведений у фронтовий тил (аер. Курськ-Східний) для перепідготовки на американські винищувачі «Аерокобра».
З 20 жовтня 1943 року в складі 1-ї гвардійської винищувальної авіаційної дивізії 16-ї повітряної армії полк знаходився в резерві Білоруського фронту.
Починаючи з 15 січня 1945 року полк забезпечував бойові дії бомбардувальників 3 БАК, а також наносив бомбово-штурмові удари по скупченням ворожої живої сили та техніки.
Згідно директиви Генерально Штабу Збройних Сил СРСР за №ОРГ/1/461242 від 12.2.1947 року, шифротелеграми Головного Штабу ВПС ЗС №17/66 від 28.2.1947 року, вказівками Командувача 15 ПА за №506/Ш від 4.3.1947 року, наказу Командира 11 ПАК №0045 від 6 березня 1947 року в період з 6-го по 15-те березня 1947 року полк був розформований.
Розформування 55 Гв. ВАП здійснював командир полку Герой Радянського Союзу Гвардії підполковник Шишкін В.І.